# Championnat du Danemark de football 1991-1992
Navigation
Saison précédente Saison suivante
La saison 1991-1992 du Championnat du Danemark de football était la 79e édition du championnat de première division au Danemark. C'est la première saison à suivre le modèle de calendrier européen classique (de l'automne au printemps). La formule est modifiée par rapport aux saisons passées : les 10 meilleurs clubs du pays se retrouvent au sein d'une poule unique où ils s'affrontent deux fois, à domicile et à l'extérieur. À l'issue de cette première phase, les deux derniers au classement participent à une poule de promotion-relégation avec les meilleurs clubs de 1.division. Les huit autres formations participent à une deuxième phase pour le titre où elles rejouent deux fois les unes contre les autres.
C'est le Lyngby BK qui remporte la compétition en terminant en tête de la deuxième phase. C'est le 2e titre de champion du Danemark de l'histoire du club après celui obtenu en 1983.

## Les 10 clubs participants
| - Boldklubben 1913 - BK Frem Copenhague - AGF Aarhus - Næstved IF - Promu de 1.division - Silkeborg IF | - Vejle BK - OB Odense - Lyngby BK - Brondby IF - AaB Aalborg |

## Compétition
Le barème utilisé pour établir tous les classements est le suivant :
- Victoire : 2 points
- Match nul : 1 point
- Défaite : 0 point

### Première phase
| Rang | Équipe             | Pts | J  | G | N | P  | Bp | Bc | Diff |
| ---- | ------------------ | --- | -- | - | - | -- | -- | -- | ---- |
| 1    | Brøndby IF (T)     | 24  | 18 | 8 | 8 | 2  | 30 | 18 | +12  |
| 2    | Lyngby BK          | 23  | 18 | 8 | 7 | 3  | 32 | 18 | +14  |
| 3    | Boldklubben 1903   | 21  | 18 | 8 | 5 | 5  | 32 | 26 | +6   |
| 4    | AaB Aalborg        | 19  | 18 | 6 | 7 | 5  | 29 | 25 | +4   |
| 5    | AGF Aarhus         | 19  | 18 | 6 | 7 | 5  | 19 | 19 | 0    |
| 6    | BK Frem Copenhague | 17  | 18 | 5 | 7 | 6  | 25 | 27 | -2   |
| 7    | Næstved IF (P)     | 16  | 18 | 6 | 4 | 8  | 33 | 34 | -1   |
| 8    | Silkeborg IF       | 16  | 18 | 6 | 4 | 8  | 24 | 30 | -6   |
| 9    | Vejle BK           | 14  | 18 | 6 | 2 | 10 | 24 | 30 | -6   |
| 10   | OB Odense          | 11  | 18 | 4 | 3 | 11 | 28 | 49 | -21  |

|  | Participation à la deuxième phase                      |
|  | Participation à la poule de promotion-relégation       |
|  | (T) : Tenant du titre (P) : Promu de deuxième division |

### Deuxième phase
Les clubs conservent la moitié de leurs points acquis lors de la première phase, arrondie au supérieur.
| Rang | Équipe             | Pts | J  | G | N | P | Bp | Bc | Diff |
| ---- | ------------------ | --- | -- | - | - | - | -- | -- | ---- |
| 1    | Lyngby BK          | 32  | 14 | 9 | 2 | 3 | 22 | 7  | +15  |
| 2    | Boldklubben 1903   | 29  | 14 | 8 | 2 | 4 | 23 | 11 | +12  |
| 3    | BK Frem Copenhague | 26  | 14 | 6 | 5 | 3 | 20 | 12 | +8   |
| 4    | AGF Aarhus (C)     | 23  | 14 | 5 | 3 | 6 | 18 | 15 | +3   |
| 5    | AaB Aalborg        | 23  | 14 | 4 | 5 | 5 | 16 | 19 | -3   |
| 6    | Silkeborg IF       | 22  | 14 | 5 | 4 | 5 | 13 | 20 | -7   |
| 7    | Brøndby IF (T)     | 22  | 14 | 4 | 2 | 8 | 16 | 24 | -8   |
| 8    | Næstved IF (P)     | 15  | 14 | 2 | 3 | 9 | 13 | 33 | -20  |

|  | Qualification pour la Ligue des clubs champions 1992-1993                                      |
|  | Qualification pour la Coupe des Coupes 1992-1993                                               |
|  | Qualification pour la Coupe UEFA 1992-1993                                                     |
|  | (T) : Tenant du titre (C) : Vainqueur de la Coupe du Danemark (P) : Promu de deuxième division |

### Poule de promotion-relégation
Les 2 derniers de première phase, Vejle BK et OB Odense affrontent les 6 meilleurs clubs de 1.division au sein d'une poule où les équipes s'affrontent 2 fois, à domicile et à l'extérieur. Les 2 premiers à la fin des matchs se maintient ou accède à la Superligaen.
| Rang | Équipe         | Pts | J  | G  | N | P  | Bp | Bc | Diff |
| ---- | -------------- | --- | -- | -- | - | -- | -- | -- | ---- |
| 1.   | B 1909 Odense  | 21  | 14 | 9  | 3 | 2  | 28 | 13 | +15  |
| 2.   | OB Odense (D1) | 20  | 14 | 10 | 0 | 4  | 28 | 12 | +16  |
| 3.   | Viborg FF      | 17  | 14 | 8  | 1 | 5  | 29 | 21 | +8   |
| 4.   | Vejle BK (D1)  | 17  | 14 | 7  | 3 | 4  | 23 | 18 | +5   |
| 5.   | Ikast FS       | 11  | 14 | 5  | 1 | 8  | 26 | 21 | +5   |
| 6.   | B 1913 Odense  | 11  | 14 | 4  | 3 | 7  | 18 | 34 | -16  |
| 7.   | Vanløse IF     | 8   | 14 | 3  | 2 | 9  | 11 | 31 | -20  |
| 8.   | Nørresundby BK | 7   | 14 | 3  | 1 | 10 | 14 | 27 | -13  |

| Résultats (▼dom., ►ext.) | 1909 | 1913 | Ikast | Nr. S | OB  | Vanl | Vejle | Vib |
| B 1909 Odense            |      | 2-2  | 1-0   | 4-3   | 2-0 | 1-0  | 1-1   | 3-1 |
| B 1913 Odense            | 0-3  |      | 4-1   | 2-0   | 1-2 | 3-2  | 1-3   | 1-1 |
| Ikast FS                 | 1-1  | 6-1  |       | 0-2   | 0-3 | 6-0  | 1-0   | 1-2 |
| Nørresundby              | 0-3  | 0-1  | 2-0   |       | 2-3 | 0-1  | 1-1   | 0-2 |
| OB Odense                | 1-0  | 4-0  | 0-2   | 0-1   |     | 2-0  | 1-0   | 3-0 |
| Vanløse IF               | 0-3  | 2-2  | 0-5   | 2-1   | 2-0 |      | 0-0   | 1-2 |
| Vejle BK                 | 3-1  | 3-0  | 3-2   | 5-2   | 1-4 | 1-0  |       | 0-3 |
| Viborg FF                | 1-3  | 5-0  | 2-1   | 3-0   | 1-5 | 5-1  | 1-2   |     |

## Bilan de la saison
| Championnat du Danemark de football 1991-1992 |                                     |
| Champion                                      | Lyngby BK (5e titre)                |
| Coupes et trophées                            |                                     |
| Vainqueur de la Coupe du Danemark 1991-1992   | AGF Aarhus                          |
| Qualifications continentales                  |                                     |
| Ligue des clubs champions 1992-1993           | Lyngby BK                           |
| Coupe des Coupes 1992-1993                    | AGF Aarhus                          |
| Coupe UEFA 1992-1993                          | Boldklubben 1903 BK Frem Copenhague |
| Promotions et relégations                     |                                     |
| Promus en Superligaen                         | B 1909 Odense                       |
| Relégués en 1.division                        | Vejle BK                            |